# Monument aux victimes du fascisme (Donetsk)
Pour les articles homonymes, voir Monument aux victimes du fascisme.
 (octobre 2014).
Si vous disposez d'ouvrages ou d'articles de référence ou si vous connaissez des sites web de qualité traitant du thème abordé ici, merci de compléter l'article en donnant les références utiles à sa vérifiabilité et en les liant à la section « Notes et références ».
Le Monument aux victimes du fascisme  est un mémorial construit en 1965 à Donetsk, en Ukraine (à l'époque en Union soviétique), à la mémoire des morts de Donetsk et des victimes soviétiques de la Grande Guerre patriotique, c'est-à-dire la guerre sur le Front de l'Est pendant la Seconde Guerre mondiale (1941-1945).

## Histoire
Ce monument se trouve sur la perspective Lénine, à côté du Palais de la culture des Métallurgistes. Un camp de concentration allemand se trouvait à l'emplacement de ce palais de la culture et du monument pendant l'occupation de Donetsk par la Wehrmacht. Dans ce camp furent enfermés 25 000 prisonniers de guerre soviétiques, en majorité russes et ukrainiens. Les tombes de ceux qui y sont morts se trouvent derrière le palais dans un parc du souvenir.
La municipalité et les habitants de Donetsk décident d'ériger une colline en souvenir de ces morts en 1956 et en 1965 les travaux pour l'érection du monument sont terminés pour le vingtième anniversaire de la fin de la guerre. Il est sculpté par Léonide Artiomovitch Brine (né en 1928, près de Krasnodar) sur un projet de l'architecte Youri Mojtchil.

## Description
Le monument se présente en haut d'une petite colline sous la forme de trois pylônes de 12 m de hauteur, réunis en leur sommet par une couronne de bronze symbolisant le sacrifice. La colline est flanquée de face d'un escalier de cinquante marches menant au monument. La flamme éternelle du souvenir brûle entre les pylônes pour les jours de fête. Elle a été vandalisée par des hooligans en 2007.
Les pylônes étaient au début entièrement en granite rouge, ils ont été renforcés depuis avec une structure d'aluminium.
Tous les ans, on y célèbre la fête de la Victoire, le 9 mai, ainsi que celle de la libération du Donbass.

## Galerie

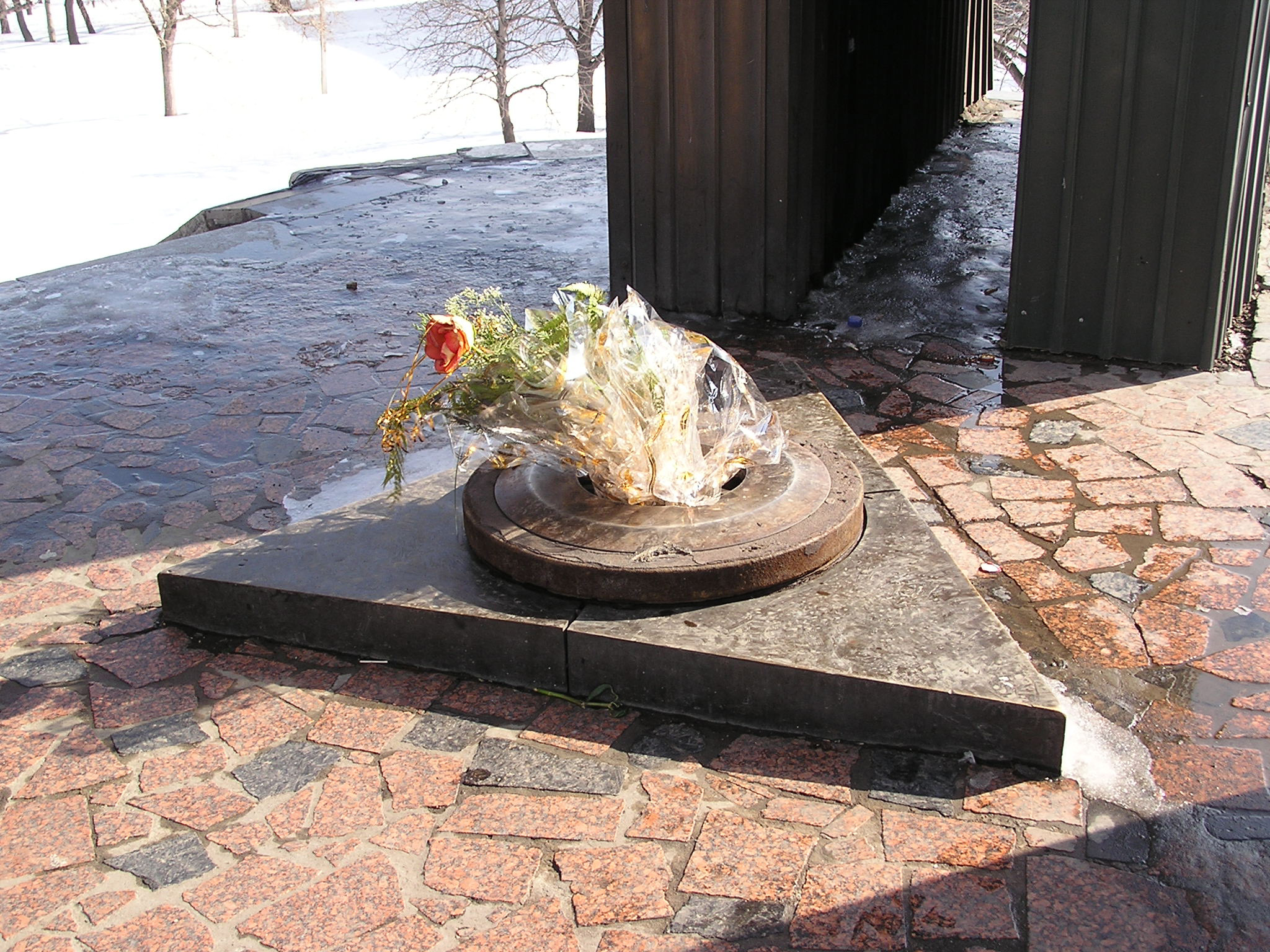
La flamme éternelle
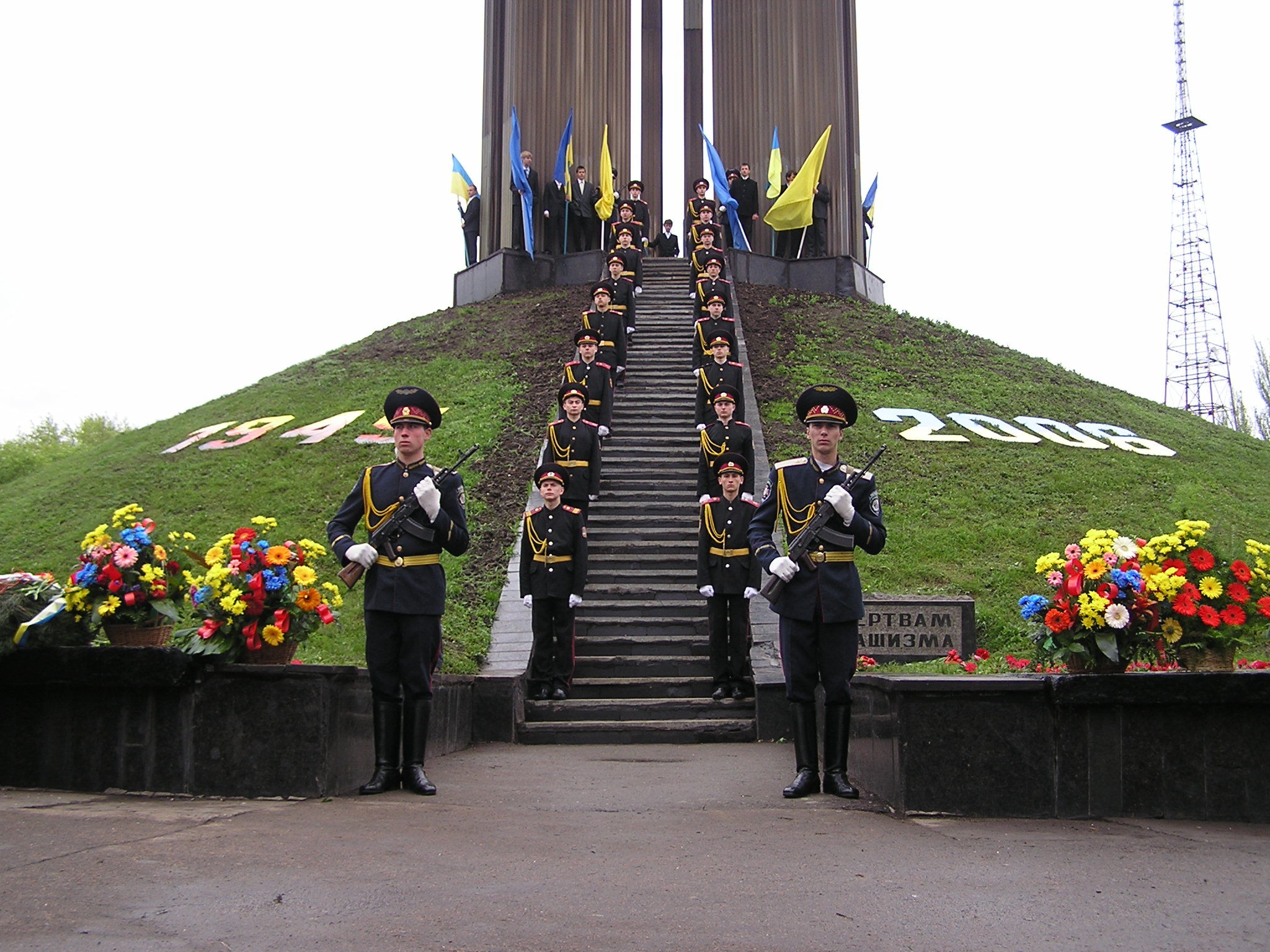
Le monument le 9 mai